# يان كروسلاك
يان كروسلاك (بالسلوفاكية: Ján Krošlák)‏ مواليد 17 أكتوبر 1974 في براتيسلافا، هو لاعب كرة مضرب سلوفاكي سابق بدأ مسيرته كمحترف سنة 1993 وكان يلعب باليد اليمنى. أعلى تصنيف له في الفردي كان المركز الـ 53 في سنة 1999. سبق أن شارك في دورة الألعاب الأولمبية الصيفية.

## روابط خارجية
- يان كروسلاك على موقع رابطة محترفي التنس (الإنجليزية)
- يان كروسلاك على موقع الاتحاد الدولي لكرة المضرب (الإنجليزية)
- يان كروسلاك على موقع كأس ديفيز (الإنجليزية)
- يان كروسلاك على موقع خلاصة التنس.كوم (الإنجليزية)
- يان كروسلاك على موقع اللجنة الأولمبية الدولية (الإنجليزية)
- يان كروسلاك على موقع أوليمبيديا (الإنجليزية)
- يان كروسلاك على موقع اللجنة الأولمبية السلوفاكية (السلوفاكية)